# Naoki Matsuyo
Naoki Matsuyo (松代 直樹?, Matsuyo Naoki; Prefettura di Nara, 9 aprile 1974) è un allenatore di calcio ed ex calciatore giapponese, di ruolo portiere, preparatore dei portieri del Gamba Osaka.

## Carriera

### Club
Naoki Matsuyo inizia la carriera professionistica nel 1997 con il Gamba Osaka, club con cui giocherà per l'intera carriera. Estremo difensore affidabile e dotato di buona tecnica tra i pali, resta fedele al club di Suita per tredici stagioni, collezionando 131 presenze ufficiali in J1 League. Durante la sua permanenza, contribuisce alla crescita e ai successi del Gamba, pur ricoprendo spesso il ruolo di secondo portiere. Si ritira dal calcio giocato al termine della stagione 2009.

### Allenatore
Conclusa l’attività agonistica, intraprende la carriera di allenatore. Nel 2017 assume l’incarico di preparatore dei portieri per la squadra U-23 del Gamba Osaka. Dall’anno successivo entra stabilmente nello staff tecnico della prima squadra come preparatore dei portieri, ruolo che ricopre tuttora.